# Marian Koller

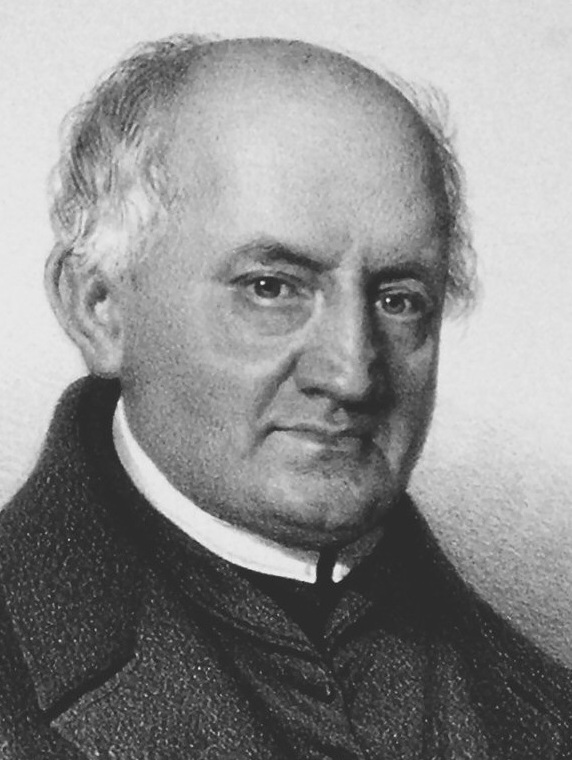
Marian Koller etwa 1850

Marian Koller (auch Marian Wolfgang Koller; * 31. Oktober 1792 in Feistritz (Unterkrain) als Wolfgang Koller; † 19. September 1866 in Wien) war ein österreichischer Benediktiner, Astronom, Meteorologe und Verwaltungsbeamter.

## Leben
Koller war Sohn des Verwesers der Baron Zois’schen Eisenwerke. Er erhielt zunächst Privatunterricht. Von 1803 bis 1808 absolvierte er das Gymnasium von Laibach, anschließend 1809/1810 die philosophischen Studien am k.k. Lyzeum in Laibach. Nachdem er dort 1810/1811 an der École Centrale de Médecins ein Studium der Naturwissenschaften und Mathematik begonnen hatte, setzte er dieses ab 1811 an der Universität Wien fort. Seine Versuche eine Professur in Wien zu erlangen scheiterten, sodass er von 1814 bis 1816 als Hauslehrer in Steyr wirkte.
Koller trat am 5. Oktober 1816 in das Stift Kremsmünster ein und erhielt den Ordensnamen Marian. Nach einem Probejahr studierte er am k.k. Lyzeum Linz Theologie. Am 13. Juni 1821 legte er die Ordensgelübde ab. Die Priesterweihe erfolgte am 18. August 1821. Anschließend war er bis 1824 in der Seelsorge in Sipbachzell tätig. Hernach erhielt er die Professur für Naturgeschichte, ab 1826 die der Physik. 1827 wurde er von der Studien-Hofkommission als ordentlicher Professor beider Lehrfächer an der Philosophischen Studienlehranstalt in Kremsmünster bestätigt. 1830 gab er die Professur der Naturgeschichte ab, behielt die der Physik bei, und wurde zugleich Leiter der Sternwarte Kremsmünster. 1843 wurde er außerdem Prorektor der Philosophischen Studienanstalt und zugleich Rektor des Konvikts Kremsmünster.
Koller folgte 1847 einem Ruf als Referent für die philosophischen Studienanstalten an die Studien-Hofkommission nach Wien und wurde zugleich Präses der Philosophischen Fakultät der Wiener Universität. Im selben Jahr wurde er zum wirklichen Konsistorialrat des Bistums Linz ernannt. 1848 gab er auch den Lehrstuhl für Physik in Kremsmünster auf. 1849 kam er als Sektionsrat und Referent für Realschulen, polytechnische, nautische und astronomische Institute an das Ministerium für Unterricht und Cultus, an dem er 1851 zum Ministerialrat aufstieg. 1849 wurde er auch Dozent an der Universität Wien.
Koller ließ die Sternwarte in Kremsmünster ausbauen, bestimmte die Positionen von 208 Fixsternen und errichtete ein damals in Österreich einzigartiges magnetisches Observatorium. Außerdem machte er sich um die Einrichtung der Zentralanstalt für Meteorologie 1851 verdient, war Gründungsmitglied der Österreichische Gesellschaft für Meteorologie 1865. Außerdem hatte er großen Einfluss auf die Entwicklung des Österreichischen Realschulwesens und gehörte zu den Vordenkern der Umwandlung des polytechnischen Instituts in die Technische Hochschule Wien.

## Ehrungen
- 30. Oktober 1847: Verleihung des Titels Regierungsrat
- 26. Jänner 1848: Wirkliches Mitglied der Kaiserlichen Akademie der Wissenschaften
- 29. Oktober 1849: Dr. phil. der Philosophischen Fakultät der Universität Wien
- 27. Mai 1859: Ritterkreuz des Österreichisch-kaiserlichen Leopold-Ordens
- Ehrenmitglied der Accademia di scienze, lettere ed arti di Padova
- Ehrenmitglied des Naturforschenden Vereins Brünn

## Werke (Auswahl)
- Über den Gang der Wärme in Oberösterreich. In: Jahrbuch des Oberösterreichischen Musealvereines. Band 5, Linz 1841, S. 1–29 (zobodat.at [PDF]).
- Resultate zehnjähriger auf der Sternwarte zu Kremsmünster angestellten Beobachtungen über die Feuchtigkeitsverhältnisse unserer Atmosphäre. Linz 1843.
- Ueber die Berechnung periodischer Natur-Erscheinungen. In: Denkschriften der Kaiserlichen Akademie der Wissenschaften: Mathematisch-Naturwissenschaftliche Classe. Band 1, Wien 1850, S. 54–74 (zobodat.at [PDF]).